# Tana (folyó, Kenya)
A Tana folyó Kelet-Afrikában.
Kenya legnagyobb folyója az Aberdare-hegységben ered Nyeritől nyugatra.
A Tana kezdetben keletre tart. Délről megkerüli a Kenya-hegyet, majd átfolyik a Masinga és Kiambere víztározókon. Érinti a Meru és Észak-Kitui és Bisanadi, Kora és Rabole nemzeti parkokat.
A parkok után a folyó keleti, majd délkeleti irányba fordul, és áthalad Garissa, Hola és Garsen városokon mielőtt az Indiai-óceánba ömlene az Ungwana öbölben. A jelentős mellékfolyója a Thika.
Vízét öntözésre, illetve energiatermelésre (1000 MW) használják.
A folyó hajózásra alkalmatlan.